# Andre Seleanu
Andre Seleanu, critique d’art et commissaire d’exposition résidant à Montréal, né en Roumanie en 1957. Il écrit des critiques et reportages sur l’art contemporain canadien, québécois.

## Biographie
Depuis 1996, André Seleanu collabore à la revue Vie des Arts, publication de référence en langue française au Québec et au Canada, ainsi qu’au plan international. Le critique a écrit des articles en page de couverture sur l’art contemporain en Colombie (2007), l’art contemporain à Cuba (2008), l’artiste espagnol Ángel Mateo Charris (2009), sur l’artiste montréalaise dans le genre auto-fiction Ariane Thézé (2011) et voyage de documentation en Amérique centrale.
Il collabore à la revue de Toronto Canadian Art et à la revue du British Museum The Medal ainsi que les archives montréalaises de l'art contemporain.
L’écrivain travaille dans le cadre d’une démarche culturelle liée à la culture globale, approche qui implique l’interaction de l’histoire et de la sociologie, de la géographie et de l’esthétique. Il est influencé par le concept de l’historien anglais Arnold Toynbee de rencontres entre cultures ; le critique explore une série d’influences réciproques et d’interface culturelle dans ses écrits sur l’art. Il explore la notion d’hybridité. Le critique aborde également l’art contemporain en Asie de l’Est, ainsi que celui de l’Amérique latine, où des influences africaines, autochtones et occidentales fusionnent.
Il s’intéresse à la théorie de l’art contemporain, à l’exploration des influences post-modernes et néo-structuralistes contrastées au contenu moderniste en art actuel.
Depuis le milieu de la décennie des années 1990, André Seleanu a traité des scènes artistiques de Montréal et du Canada, écrivant sur (entre autres) : Edmund Alleyn, Michel Beaucage (peinture), Claude Millette (sculpture), Suzanne Reid (gravure sur bois), Léonel Jules (peinture et pédagogie), Paul Cloutier (gravure), Carole Simard-Laflamme (art conceptuel basé sur l’art textile), Hélène Goulet, (peinture), Robert Savoie (peinture), Jean-Paul Lafrance, Catherine Young Bates (peinture du paysage), Jacques Newashish (peinture canadienne indigène contemporaine), la sculpture inuit, Tony Urquhart (sculpture et installation), Jana Sterbak (Canada, installation), Rusdi Genest (sculpture)…
Parmi les artistes internationaux abordés: Damien Hirst, Wafaa Bilal (art politique, Irak et É.-U.) Vik Muniz (Brésil et É-U) Fernando Botero, Thomas Hirschhorn (Suisse) … Pippilotti Rist (Suisse, vidéo-installation) Bärbel Rothaar, Berlin, (peinture conceptuelle et vidéo), Majka Kwiatkowska (Pologne, peinture).

## Commissariat d’expositions
- Peindre le Onze Septembre, 2003 Galerie Ma Vitrine (Montréal)
- Regard et Passion, 2009, Centre Culturel Bolivar, Montréal: Dix peintres montréalais d’origine latino-américaine